# إنيغو أريستا

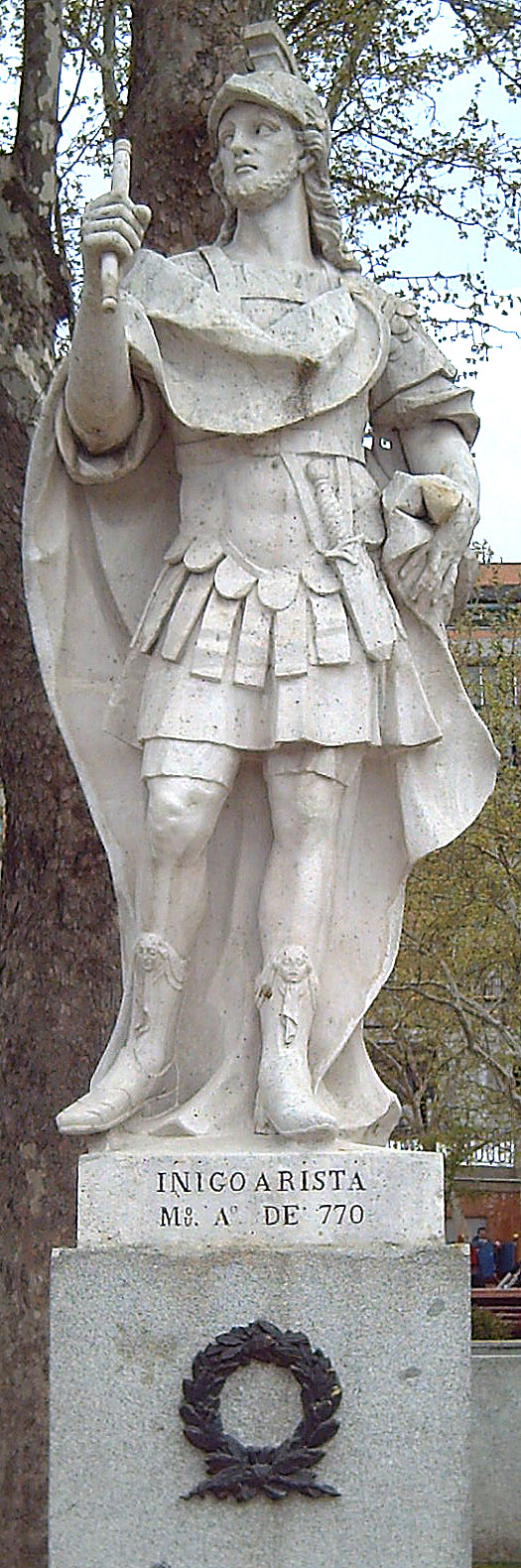
تمثال إنيغو أريستا في مدريد.

إنيغو إنيغيز أريستا (بالبشكنسية: Eneko Enekones Aritza/Haritza/Aiza)، الذي ذكرته المصادر العربية باسم ونقة بن ونقة، (790 م تقريبًا - 851 م أو 852 م) هو زعيم بشكنسي مهد لقيام مملكة نافارا. يعتقد أن قومه اختاروه زعيمًا لهم بعد أن هزم أنصار الكارولنجيين عام 816 م، ولدوره في معركة ممر رونسفال الثانية عام 824. كما قاوم هجمات الدولة الأموية في الأندلس منذ عام 840 م حتى وفاته. وقد خلفه ابنه غارسيا ليكون أول ملوك نافارا.

## سيرته
أصل إنيغو غامض، فوفق أحد المؤرخين أن أصله من بيجور، غير أنه لا دليل على ذلك. إلا أن الأكيد أنه خلف غارسيا خيمينيز أحد زعماء البشكنس، وابن خيمينو القوي الذي قاوم محاولة الكارولنجيين للتوسع في بسكونيا في القرن الثامن الميلادي. قد تزوجت أمه من موسى بن فرتون بن قسي، وأنجبت أخيه غير الشقيق موسى زعيم بنو قسي وحاكم تطيلة. لذا، فقد كان غالبًا ما يتحالف مع أخيه، مما مكن إنيغو من بسط نفوذه على أراضي واسعة في وديان جبال البرانس.
في عام 799 م، قتل حلفاء الفرنجة المطرف بن موسى القسوي حاكم بنبلونة، وشقيق موسى بن موسى وإنيغو. فشنّ عبد الكريم بن عبد الواحد بن مغيث عام 816 م، حملة عسكرية ضد قوات بلشك الجلشقي حاكم بنبلونة الموالي للفرنجة، وتقاتلوا في معركة استمرت ثلاثة أيام هزم فيها الأمويون جيش البشكنس، وقتلوا بلشك، وغارسيا لوبيز نسيب ألفونسو الثاني ملك أستورياس. مكّنت تلك الهزيمة إنيغو المعادي للفرنجة من الوصول إلى السلطة. وفي عام 820 م، يقال أن إنيغو تدخل في أراغون، بمساندته أثنار الأول غاليندز ضد غارسيا غاليندز. في عام 824 م، قاد الكونت الفرنجي أيبلوس وأثنار سانشيز حملة على بنبلونة، لكنهما هزما في معركة ممر رونسفال الثانية. كانت المعركة سببًا لتتويج إنيغو ملكًا على قومه.
وفي عام 840 م، هوجمت أراضي إنغيو من قبل عبد الله بن كليب والي سرقسطة، كما هاجم عامر بن كليب والي تطيلة أملاك موسى، فتحالف إنيغو مع أخيه، في تمرده على الأمويين. وفي العام التالي، أصاب إنيغو الشلل بعد النورمان مع أخيه موسى بن موسى. فأصبح ابنه غارسيا وصيًا على العرش، وبالمشاركة مع شقيق إنيغو فورتون إنيغيز. وانضما إلى موسى بن موسى في تمرده ضد الدولة الأموية في الأندلس. فأرسل الأمير عبد الرحمن الأوسط عدة حملات في السنوات التالية لإخضاعه. وفي عام 843 م، قتل فورتون وهُزم موسى وفر جريحًا في إحدى المعارك. وفي العام التالي، ذهب موسى مع ابنه لب بن موسى، وابن أخيه غاليندو إنيغز، إلى بلاط الأمير لتقديم ولائهم. وفي العام التالي 845 م، تعاهدا على السلام مع الأمويين. وفي عام 851 م/852 م (237 هـ)، توفي إنيغو وخلفه ابنه غارسيا إنيغيز.
أبنائه هم:
- أسونا إنيغيز التي تزوجت من عمها غير الشقيق موسى بن موسى بن فرتون بن قسي حاكم تطيلة ووشقة
- غارسيا إنيغيز ملك نافارا الذي خلف أبيه
- غاليندو إنيغيز الذي ذهب إلى بلاط الأمويين في قرطبة، والذي أصبح صديقًا لأيولوخيو القرطبي[3]
- ابنة تزوجت من الكونت غارسيا غاليندز كونت أراغون.